# Minchiate
Le Minchiate o Germini sono un gioco di carte nato a Firenze nel XVI secolo e al giorno d'oggi non più praticato. Minchiate si riferisce anche al mazzo di 97 carte usato per tale gioco e strettamente imparentato con quello dei tarocchi ma contenente un numero maggiore di trionfi. Anche il gioco è una variante assai più complessa dei giochi praticati con i tarocchi.

## Storia
La più antica menzione dei tarocchi a Firenze è in una lettera del 1440 nella quale Giusto Giusti dichiara di aver consegnato a Sigismondo Pandolfo Malatesta due mazzi di trionfi (il nome con cui erano inizialmente noti i tarocchi) prodotti a Firenze. Una successiva menzione è una Provvisione del comune di Firenze del 10 dicembre 1450 che li elenca fra i giochi permessi.
Il termine minchiate deriva da una parola dialettale siciliana che significa "stupido", "sciocco" ma anche "nonsenso" e che a sua volta deriva dal latino mencla, la forma volgare di mentula, un termine che indica il pene.
La prima occorrenza di minchiate in riferimento ad un gioco di carte si trova in una lettera del 1466 di Luigi Pulci a Lorenzo de' Medici; la seconda in una sentenza di condanna per blasfemia risalente al 20 maggio 1471 e conservata presso l'Archivio di Stato di Firenze. È però possibile che tanto il Pulci quanto il giudice che emise la sentenza si riferissero ad un gioco praticato ancora con un mazzo di 78 carte, sul tipo di quello presente sui fogli Rosenwald. Si tratta di due fogli a stampa non tagliati, datati al 1480-1500 e contenenti il più antico mazzo di tarocchi fiorentini arrivato fino a noi. Il mazzo Rosenwald, oltre al numero delle carte, ha altre due differenze rispetto alle minchiate. In primo luogo è diversa la sequenza di alcuni dei trionfi di valore inferiore: nelle minchiate abbiamo in successione Forza, Giustizia, Ruota della Fortuna e Carro mentre nel mazzo Rosenwald l'ordine è Giustizia, Forza, Carro e Ruota della Fortuna. Inoltre il secondo trionfo del mazzo Rosenwald è la Papessa che non è invece presente nel mazzo da 97 carte. Una canzone fiorentina, risalente al 1500 circa, elenca esattamente tutte le carte stampate sui fogli Rosenwald con l'eccezione della Papessa, il che sembra indicare che questa carta sia stata abbandonata proprio in quel periodo.
Il mazzo di 97 carte − ottenuto dai tarocchi inserendo la Prudenza, le tre virtu teologali, i quattro elementi e i dodici segni zodiacali e togliendo la papessa − fu inizialmente chiamato germini. Si tratta di una probabile corruzione del latino Gemini con riferimento alla carta dei Gemelli, il trionfo di maggior valore fra quelli aggiunti. La prima citazione nota del termine germini è probabilmente quella contenuta nelle terzine dantesche del Capitolo in Lode della Zanzara di Agnolo Bronzino, capitolo che viene fatto risalire agli anni fra il 1530 e il 1535. Altre due citazioni, di poco successive, si trovano nella novella Sopra un caso accaduto in Prato di Agnolo Firenzuola del 1538 e nel dialogo Le carte parlanti di Pietro Aretino, edito nel 1543. Particolarmente significativo è poi un poemetto satirico in ottave, I Germini: sopra quaranta meretrice della città di Fiorenza. Stampato anonimo nel 1553, associa quaranta note prostitute della città toscana ai trionfi dei mazzo dei germini, elencati uno ad uno in ordine decrescente.
A Firenze il nuovo mazzo ebbe presto un tale successo da soppiantare completamente quello dei tarocchi e nel corso del XVII secolo iniziò ad essere indicato con il vecchio nome di minchiate. In quel periodo il gioco si diffuse a Roma e quindi in tutto lo Stato della Chiesa, forse al seguito dei molti diplomatici del granducato presso la corte papale. Da Roma il gioco arrivò quindi a Genova e in Sicilia, dove il nome mutò in gallerini, probabilmente a causa del significato osceno che il termine minchiate ha in questi luoghi. Secondo una tradizione risalente a Francesco Maria Emanuele Gaetani, le minchiate sarebbero state portate in Sicilia dal viceré Francesco Caetani, duca di Sermoneta, nel 1663, ma la cosa sembra oggi inverosimile e si tende piuttosto a collegarne la diffusione ai molti siciliani che in quel tempo emigravano a Genova per lunghi periodi. Purtroppo non sono note le regole con cui si giocava a Genova e in Sicilia, ma da alcuni riferimenti criptici è probabile che fossero relativamente differenti da quelle dell'originale gioco fiorentino.
La prima descrizione, non del tutto esaustiva, del mazzo delle minchiate e del relativo gioco comparve in una nota di Paolo Minucci al poema eroicomico Il Malmantile Racquistato di Lorenzo Lippi, pubblicato postumo nel 1676. A quei tempi si trattava di un gioco "ognun per sé", in genere praticato in taverne e altri luoghi pubblici. Solo in seguito si trasformò in un gioco di coppia che, nel corso del XVIII secolo, divenne sempre più popolare nei circoli nobiliari e nei salotti delle capitali italiane. A riprova di questo successo restano i molti manuali che, a partire dal Regolamento del nobilissimo gioco delle minchiate edito da Raffaele Peveroni nel 1727, vennero pubblicati fino a tutto il primo quarto del XIX secolo.
Sempre nel XVIII secolo le minchiate uscirono dai confini italiani: nel 1730 Nicholas, figlio del celebre incisore François de Poilly, stampò in Francia un mazzo di 97 carte inciso su rame. Pur essendo le carte nei classici semi francesi ed avendo trionfi molto particolari (vi figurano gli dei pagani, i cinque sensi e le quattro età dell'uomo mentre i mesi sostituiscono i segni zodiacali), è evidente la stretta derivazione di questo mazzo dalle minchiate fiorentine. E sempre in Francia, nel 1775, furono pubblicate le Règles du Jeu des Minquiattes, di cui una copia è ancora conservata alla Biblioteca Nazionale di Parigi. Furono invece stampate a Dresda, nel 1798, quelle Regeln des Minchiatta-Spiels che sono forse la più chiara e completa esposizione del gioco nella sua versione di maggior successo.
In seguito la popolarità delle minchiate andò progressivamente calando anche a Firenze e nella seconda metà del XIX secolo nei circoli nobiliari erano state ormai soppiantate dal Whist e dalle sue molte varianti. Stranamente il mazzo venne prodotto a Bologna fino alla fine dell'800 mentre una versione con carte nei semi francesi e con un quarantunesimo trionfo fu stampata a Genova addirittura nel 1932. Non essendoci pervenuto alcun manuale relativo al gioco praticato con quest'ultimo mazzo, è tuttavia possibile che si trattasse di carte destinate ai collezionisti o a giochi di bambini.

## Regole

### Carte
Il mazzo è composto da 97 carte: 56 cartiglie (14 per seme), 40 trionfi e il Matto.
| Seme nelle carte minchiate |         |       |        |         |
| Italiano                   | Spade   | Coppe | Denari | Bastoni |
| Spagnolo                   | Espadas | Copas | Oros   | Bastos  |

All’interno dello stesso seme le figure hanno sempre potere di presa sui numeri; l’ordine delle figure è lo stesso per tutti i semi: Re, Regina, Cavallo, Fante. L'ordine di presa dei numeri per i semi lunghi (spade e bastoni) è invertito rispetto a quello dei semi corti (denari e coppe). Dalla carta di maggior valore a quella di valore minore è:
- Nei semi lunghi: 10, 9, 8, 7, 6, 5, 4, 3, 2, 1.
- Nei semi corti: 1, 2, 3, 4, 5, 6, 7, 8, 9, 10.

I trionfi hanno potere di presa su tutte le cartiglie, in caso di scontro tra trionfi vince il trionfo con il numero più elevato.
Il Matto segue regole particolari: non può né essere catturato (salvo in rarissimi casi) né catturare altre carte, ma può essere giocato al posto di qualsiasi altra carta. Al momento di giocarlo era tradizione chiedere scusa, per questa ragione veniva anche indicato come "la scusa".
Alcune carte, dette carte di valore (o onori) hanno un loro valore intrinseco:
| Carte                                       | Punti |
| ------------------------------------------- | ----- |
| Arie (trionfi 36-40)                        | 10    |
| Matto, Re, trionfi 1, 10, 13, 20, 28, 30-35 | 5     |
| Trionfi 2-5                                 | 3     |

| Seme    | Asso | Due | Tre | Quattro | Cinque | Sei | Sette | Otto | Nove | Dieci | Fante | Cavaliere | Regina | Re |
| ------- | ---- | --- | --- | ------- | ------ | --- | ----- | ---- | ---- | ----- | ----- | --------- | ------ | -- |
| Bastoni |      |     |     |         |        |     |       |      |      |       |       |           |        |    |
| Denari  |      |     |     |         |        |     |       |      |      |       |       |           |        |    |
| Coppe   |      |     |     |         |        |     |       |      |      |       |       |           |        |    |
| Spade   |      |     |     |         |        |     |       |      |      |       |       |           |        |    |
|         |      |     |     |         |        |     |       |      |      |       |       |           |        |    |
| Trionfi |      |     |     |         |        |     |       |      |      |       |       |           |        |    |
|         |      |     |     |         |        |     |       |      |      |       |       |           |        |    |
|         |      |     |     |         |        |     |       |      |      |       |       |           |        |    |

### Versicole
Le versicole sono combinazioni di almeno tre carte che contribuiscono al punteggio. Il valore di una versicola si ottiene sommando il punteggio delle carte che la compongono.
Le versicole regolari sono formate da carte di conto adiacenti:
- versicola dei Papi: 1, 2, 3, 4, 5
- versicola di sopratrenta: 30, 31, 32, 33, 34, 35
- versicola delle Arie: 36, 37, 38, 39, 40

Le versicole irregolari sono:
- versicola del Matto: Matto, Ganellino (1), Trombe (40)
- versicola del 13: Ganellino (1), Morte (13), Capricorno (28)
- versicola delle decine: 10, 20, 30, 40
- versicola dei Re
- (variante) versicola della carne: Demonio (14), Gemelli (35), Mondo (39)

Si ribadisce che per le versicole regolari le carte devono essere adiacenti. Forma, ad esempio, versicola di Papi [2, 3, 4], ma non [1, 2, 4]. Un discorso analogo vale per la versicola delle decine.
Le versicole regolari possono inoltre legarsi tra loro, ad esempio forma versicola [34, 35, 36]. Questo permette al 28 di entrare nella formazione delle versicole tramite una deroga riguardante il 29: non è infatti carta di valore, ma permette di legare le due carte di valore 28 e 30 così che formano ad esempio una versicola [28, 29, 30, 31]. All’interno di una versicola tale carta vale 5 punti. Giocando con la versicola della carne al 14 si applica quanto detto per il 29.
Si osservi infine che il Matto si aggrega a qualsiasi versicola (fatta eccezione di quella del Matto in cui già compare) così da aggiungervi altri 5 punti.

### Ruoli
I ruoli di gioco sono:
- mazziere
- avversario di mano: siede alla destra del mazziere
- compagno: siede opposto al mazziere
- avversario tagliatore: siede a sinistra del mazziere

I ruoli vengono assegnati mediante l’estrazione di una carta ciascuno. Se un giocatore ha estratto il matto, dovrà ripescare. Analogamente, se più giocatori hanno estratto carte di pari valore, dovranno ripescare. Il giocatore che ha pescato la carta più alta inizia il giro come mazziere, il secondo sarà il suo compagno, il terzo l’avversario tagliatore e il quarto l’avversario di mano.
Dopo ogni partita il mazzo ruota in senso antiorario, cioè passa all’avversario di mano. Quando il mazzo torna al mazziere originale (4 partite) si è concluso il giro. Al termine di ogni giro il mazziere si scambia di posto con l’avversario di mano, in modo che l’avversario tagliatore sia il nuovo compagno. Al termine del terzo giro si conclude il gioco.

### Distribuzione
Il mazziere mescola le carte e, al momento di passare il mazzo al tagliatore, verifica che l’ultima sia una cartiglia; in caso contrario mischia ancora. Il tagliatore taglia il mazzo e se trova una carta di conto o sopraventi la può rubare (prenderla e segnarne il valore a favore della propria squadra). Può continuare a rubare finché ne trova e, se ruba meno di 13 carte, può comunque guardarle fino alla tredicesima. Di seguito il mazziere distribuisce in senso antiorario prima 10 carte a ciascuno e quindi 11 carte delle quali l'ultima scoperta. Se questa è di conto ne viene segnato il valore a favore della coppia del giocatore che la riceve.
Le carte rimanenti (13 meno le rubate) costituiscono la fola. A questo punto il mazziere ha diritto di rubare, finché può, carte di conto e sopraventi dalla fola. Se poi restano ancora delle carte il mazziere le guarda e piglia (cioè prende senza segnarne il valore) dopo averle mostrate tutte le carte di conto ma non le sopraventi. Il suo compagno guarda infine le carte rimanenti e comunica la fola (dice cioè quante carte ci sono di ciascun seme).
Se mazziere o tagliatore hanno rubato o pigliato delle carte devono scartarne altrettante, così da averne in mano 21. Durante la prima mano le carte scartate restano coperte sul tavolo; vengono poi mostrate solo al termine della mano e quindi aggiunte alla fola. A questo punto il compagno del mazziere comunica di nuovo a tutti la fola, ora di 13 carte, e la passa infine al mazziere. In ogni momento del gioco può essere chiesto al mazziere di comunicare nuovamente la fola.

### Gioco
Il gioco procede in senso antiorario: l’avversario di mano cala una carta, i giocatori successivi dovranno rispondere al seme o, se non dispongono di carte di quel seme, tagliare con un tarocco.
Il giocatore che ha il Matto può scusarsi dalla mano mostrandolo e ponendolo nel proprio tallone di presa. Un’eccezione a questa regola è qualora il Matto venga giocato nell’ultima mano, in tal caso sarà preso dal vincitore della mano.
Durante la prima mano si procede all’accusa: subito prima di calare la propria carta, ciascun giocatore mostra le versicole che ha in mano e ne segna il punteggio. Se possiede anche il matto può aggiungerlo a tutte le versicole e segnarne altrettante volte il valore. Non si possono accusare versicole in qualsiasi altro momento.
La mano viene presa da chi ha giocato la carta più alta del seme iniziale, oppure il tarocco più alto se la mano è stata tagliata.
Catturare una carta di conto della squadra avversaria si dice ucciderla e si segna immediatamente il valore della carta di conto a favore della coppia che l’ha presa. Catturare una carta di valore del proprio compagno di squadra non produce invece alcun punteggio. Nel (rarissimo) caso che all'ultima mano si uccida il Matto, si segnano 10 punti anziché 5 (vi è cioè una penalità aggiuntiva di 5 punti).
Nei primi anni del '700 venne introdotta una regola molto particolare. Qualora la prima mano giocata in un seme venga tagliata, se chi possiede il Re di quel seme non ha ancora giocato è obbligato a darlo anche se possiede il Matto o altre carte dello stesso seme.
Qualora un giocatore resti senza tarocchi (si ricorda che il Matto non è un tarocco) si dice che muore o casca: pone quindi le carte scoperte sul tavolo e ad ogni mano successiva il vincitore della precedente deciderà come giocare le carte scoperte, seguendo comunque le regole del gioco. In particolare, se non può rispondere al seme iniziale darà una cartiglia di altro seme, non essendoci più tarocchi.
Il vincitore dell’ultima mano segna 10 punti e qualora una delle due coppie non abbia realizzato prese, ma abbia nel proprio tallone di presa soltanto il Matto, deve cederlo alla squadra avversaria, subendo così cappotto.

### Conteggio dei punti
Ai punti già segnati dalle coppie durante il gioco si aggiungeranno quelli derivanti dalle carte di valore presenti nel tallone di presa. In questo modo le carte rubate o catturate verranno segnate due volte. Si procede poi al conteggio delle carte, ciascuna carta in eccesso di 42 (metà delle carte in gioco) vale un punto. Infine si conteggiano anche le versicole.
Al termine del conteggio dei punti si calcola la differenza tra i punteggi delle due squadre e si converte in resti. Un resto vale 60 punti e si approssima quindi sempre per eccesso, così che:
| Differenza punti | Resti |
| ---------------- | ----- |
| 1-60             | 1     |
| 61-120           | 2     |
| 121-180          | 3     |

## Particolarità iconografiche
- Nei fogli Rosenwald i cavalli dei quattro semi ordinari erano raffigurati come altrettanti centauri. Si tratta di una rappresentazione che – unicum fra tutti gli antichi tarocchi – verrà poi adottata per il solo mazzo delle minchiate. Col tempo il corpo dei cavalli è stato sostituito anche con quello di leoni o altre fiere; il cavallo di denari ha ad esempio il corpo di un drago alato con una lunga coda e due sole zampe.

- Nei semi corti in luogo dei fanti compaiono delle giovani figure femminili dette fantine.

- Nella maggior parte dei mazzi, anche quelli più antichi, i Gemelli che compaiono nel trionfo 35 sono di sesso femminile. Tale carta era di solito indicata come la carne e la particolare versicola in cui compariva – Diavolo, Gemelli e Mondo – era quindi nota come la versicola della carne.[18]

- Nel mazzo delle minchiate la successione dei segni zodiacali – Bilancia, Vergine, Scorpione, Ariete, Capricorno, Sagittario, Cancro, Pesci, Acquario, Leone, Toro e Gemelli – non ha apparentemente alcuna attinenza con quella che è la classica successione dello zodiaco e sembra elencata in modo del tutto casuale.

- I cinque trionfi più bassi erano indicati collettivamente come i papi; il trionfo più piccolo, di chiara derivazione iconografica dal bagatto dei tarocchi, oltre che con questo nome era anche noto come papino, papa uno o, in varie parti d'Italia, ganellino. Le quattro virtù cardinali, corrispondenti ai trionfi dal 17 al 19, erano dette le salamandre; l'asso di denari era il sole di campagna. I cinque trionfi più alti – Stella, Luna, Sole, Mondo e Trombe (il Giudizio dei tarocchi) – erano di solito rappresentate su sfondo rosso e venivano chiamate le arie.

- Nelle minchiate l'elemento dell'acqua, il trionfo numero 21, è raffigurato da un paesaggio marino occupato per la quasi totalità da una nave. Questa stessa immagine, indicata coerentemente con il nome di Nave, è presente anche nei tarocchi siciliani, un mazzo e un gioco che derivano dalle minchiate giocate in Sicilia fin dal XVII secolo.[19] Una singola carta molto simile a questo trionfo è anche presente nelle collezioni del museo di Cluny, a Parigi, dove è registrata come le Navire. I curatori del museo, nonostante le attribuiscano una fabbricazione italiana risalente alla seconda metà del XV secolo, tendono ad escludere che facesse parte di un mazzo di minchiate.[20]